# 山根剛
山根 ゴウ（やまね ごう、1972年7月16日 - ）は、日本のフリー男性声優、ナレーター。兵庫県出身。
旧芸名は山根剛（やまね たけし）。成人向け作品では重谷麻也（じゅうや まや）名義で活動していた。

## 人物
以前は賢プロダクションに所属していた。
方言は関西弁（神戸弁）。
特技はエレクトリックベース、ゲーム。

## 出演
※太字はメインキャラクター。

### テレビアニメ
1998年
- ヨシモトムチッ子物語（ハンサムムシC）

2003年
- アストロボーイ・鉄腕アトム（オペレーター）
- DEAR BOYS（五十嵐修）

2004年
- かいけつゾロリ（海賊、ゾンビ、観客、ワニ、カードくんD、バンガー）

2007年
- AYAKASHI（永淵剛史）

### 成人向けOVA
- 清純看護学院 新人ナース“祐未”恥虐の看護実習（船戸）
- 東京鎮魂歌（南部博人）

### ゲーム
- 麻雀飛竜伝説 天牌
- イースIV MASK OF THE SUN -a new theory-（グルーダ）
- イースV -Lost Kefin,Kingdom of Sand-（スタン）
- 兎-野性の闘牌- 山城麻雀編
- グルーヴ・オン・ファイト 豪血寺一族3（ラリー・ライト、クリス・ウェイン）
- クロヒョウ2 龍が如く 阿修羅編（メテオ鈴木）
- プリクラ大作戦（グレイ）
- オズの魔法使い 〜Another World〜 ルング・ルング（ブリキの木こり）
- ストリートファイターEXシリーズ（ケン、ブランカ）
- 世界ノ全テ -two of us-（村上秀一）
- 天外魔境III NAMIDA（左のハヤブサ）
- 伝説のクイズ王決定戦（司会 等）
- ファントム・キングダム（ユニットキャラ）
- フェアリーフェンサー エフ
- フォーチュンサモナーズ 〜アルチェの精霊石〜 Deluxe（アルチェの父）
- 夜明け前より瑠璃色な -Brighter than dawning blue-（その他）
- 夜明け前より瑠璃色な PORTABLE（その他）
- 龍が如く3（チンピラ 等）

### アダルトゲーム
- Natural2 -DUO-（奈良橋翔馬）
- SinsAbell 〜緋昏し空の遠く〜（当麻聖）

### 特撮
- 仮面ライダー×仮面ライダー ウィザード&フォーゼ MOVIE大戦アルティメイタム（怪人）

### ドラマCD
- ストリートファイターEX 2（ケン）
- アクエリアンエイジ 〜オリオンの少年〜（生徒）
- うたうたいの恋 Lover Song（スタッフ/インタビュアー）
- リネージュオーディオドラマ「冒険はみちづれっ☆」（ルシード）
- ファントム・ブレイブ オリジナルサウンドドラマ（ボトルメールＢ）
- イリスのアトリエ エターナルマナ2 オリジナルドラマ Vol.2（店主）
- アルトネリコ 世界の終わりで詩い続ける少女ヒュムノスミュージカル クレア 〜そよかぜの約束〜（クルー・アッハ）
- 月光のカルネヴァーレ 狂乱のコンプレアンノ -COMPLEANNO DELLA PAZZIA-（観光客A）
- モンスターコレクション召喚士マリア 出会いには花束を、小さき恋に別れの涙を。（兵士）
- ひぐらしのなく頃に 〜暇潰し編〜（公安室長）
- 幻想水滸伝　ドラマCD Vol.2（星辰剣）
- S.Y.K 〜新説西遊記〜ドラマCD 〜曼珠沙華の夢はなびら、塵となり〜（妖怪）